# Station Bishopstone
Bishopstone is een spoorwegstation van National Rail in Seaford, Lewes in Engeland. Het station is eigendom van Network Rail en wordt beheerd door Southern. 